# Schönererové
Schönererové (Ritter von Schönerer) byla rakouská podnikatelská a v letech 1860-1888 šlechtická rodina.

## Vzestup rodu
Vzestup rodiny je spojen se jménem Mathiase Schönerera (1807–1881). Narodil se roku 1807 ve Vídni jako syn malířského a natěračského mistra. Jeho předkové pocházeli ze Štýrska a po generace se živili jako rolníci a drobní řemeslníci, takže Mathias jako první z rodiny získal vyšší vzdělání. Po ukončení reálné školy absolvoval v letech 1822–1824 na vídeňské polytechnice studium fyziky, matematiky, praktické geometrie a kreslení. Další znalosti získal u Franze Antona rytíře Gerstnera, který jej později jmenoval svým spolupracovníkem. Oba se ale rozešli ve zlém. Když roku 1828 během prací na koněspřežné železnici z Českých Budějovic do Lince utratil rytíř Gerstner předpokládaný rozpočet již v necelé polovině stavby, což vzbudilo nelibost investorů, Schönerer se nabídl jako jeho nástupce. Nabídka byla přijata a Schönerer pak zcela samostatně v  letech 1834–1835 vybudoval trať z Lince do Gmundenu. Tehdy šlo ještě o koňskou dráhu, ale krátce nato se Schönerer specializoval již jen na stavbu železnic pro parní lokomotivy.
Mathias si záhy získal jméno předního rakouského odborníka v této oblasti a roku 1834 jej dokonce Rothschildové požádali o radu, zda mají svůj velký projekt Severní dráhy koncipovat jako parní nebo koňskou železnici. Protože ve druhé čtvrtině 19. století byla rakouská železniční doprava ještě v plenkách, rozhodl se Schönerer získat zkušenosti v zahraničí. Odjel proto do Spojených států, kde studoval železniční inženýrství, a do Vídně se vrátil, bohatší o řadu zkušeností, až roku 1838. Ze zámoří přivezl i parní lokomotivu tehdy v USA oblíbeného typu Philadelphia, která se stala vzorem pro výrobu domácích rakouských strojů. Následně založil první továrnu na výrobu lokomotiv a vagónů, aby Rakousko zbavil závislosti na zahraničním vybavení, a povolal americké techniky, kteří se podíleli na výcviku rakouských strojvůdců. V průmyslovém odvětví, jež vyžadovalo úzkou spolupráci mezi inženýry a bankéři, si Schönerer vybudoval vynikající pracovní vztahy s velkými finančními magnáty. Ať to bylo díky jeho diplomatickému talentu nebo jeho nepostradatelnosti coby stavitele železnic, byl schopen pracovat se oběma zarytými rivaly rakouského světa vysokých financí – s rodinou Rothschildů na straně jedné a s baronem Simonem Sinou, který na svých železničních projektech často spolupracoval s rodinami Arnsteinů a Eskelesů, na straně druhé.

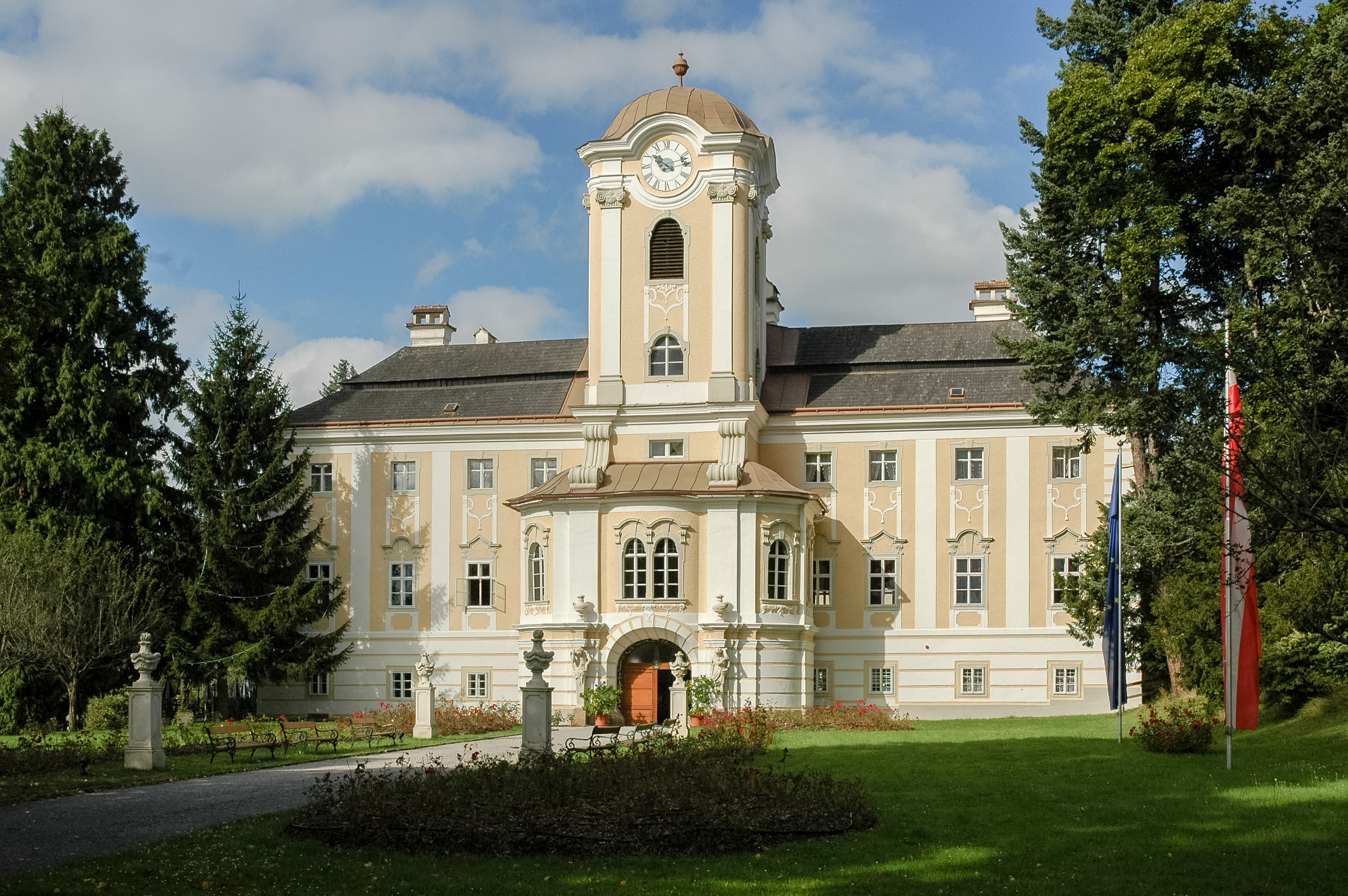
Zámek Rosenau

Při příležitosti dokončení Dráhy císařovny Alžběty vedoucí z Vídně do Salcburku vyznamenal císař František Josef I. Mathiase Schönerera 12. srpna 1860 Řádem železné koruny III. třídy, na jehož základě Schönerer o dva měsíce později požádal o udělení rytířského titulu. Získal jej listinou ze 16. prosince 1860 a nadále se psal rytíř Schönerer (něm. Ritter von Schönerer). Na rozdíl od řady jiných, stejně odměněných osob nezůstal v Mathiasově případě titul prázdnou ozdobou „pracujícího šlechtice“, protože nashromážděný majetek dovolil novopečenému rytíři zakoupit si odpovídající sídlo na venkově. Roku 1868 získal velkostatek a zámek Rosenau u dolnorakouského Zwettlu nedaleko českých hranic a začal se zabývat i podnikáním v zemědělství. Proslul také jako dobrodinec a ve své závěti odkázal 100 000 zlatých na dobročinné účely.

## Schönererové v habsburské monarchii

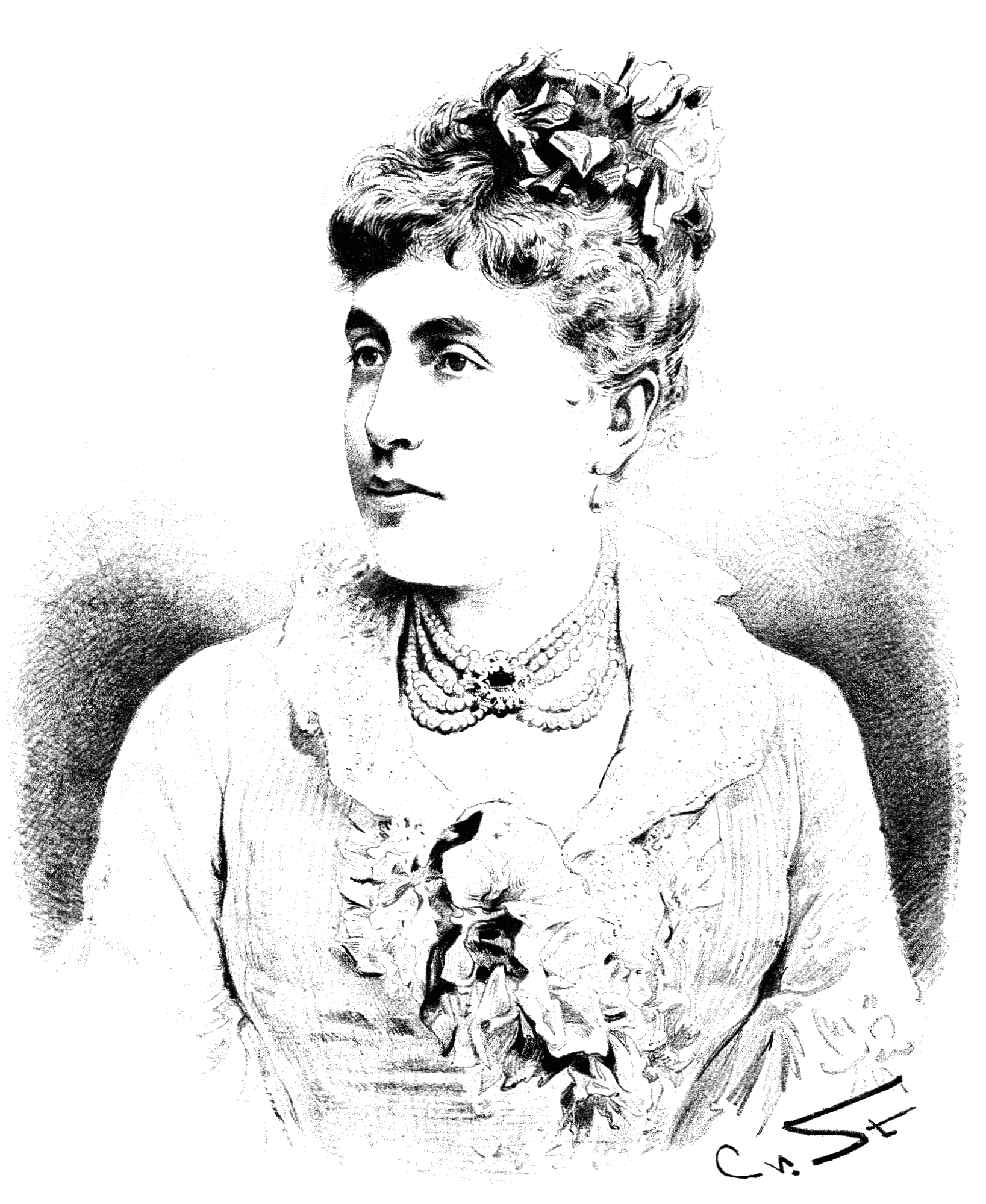
Alexandrine von Schönerer

Ani v další generaci neupadla rodina do bezvýznamnosti. Mathias Schönerer měl s Marií Rehmann (1819–1884) celkem pět dětí, čtyři dcery a syna. Z dcer se nejvíce proslavila Alexandrine (1850–1919), herečka a režisérka. Roku 1884 si pronajala vídeňské divadlo Theater an der Wien a od roku 1889 zde zastávala funkci ředitelky. V její éře zde bylo uvedeno mnoho zcela nových oper a divadlo patřilo mezi přední scény monarchie. Roku 1900 svá práva na Theater an der Wien postoupila Leonu Dorerovi, Emilu rytíři Kubinskému a Josefu šlechtici Simonovi a o pět let později se vzdala i místa ředitelky. Po svém odchodu byla jako první herečka mimo Dvorní scénu (Hoftheater) vyznamenána zlatým Záslužným křížem s korunou. Její vztah ke staršímu bratru Georgovi byl rezervovaný, protože Alexandrine, pohybující se v uměleckém a nábožensky velmi liberálním prostředí, odmítala jeho militantní antisemitismus.
Syn Georg (1842-1921) byl původně určen pro dráhu velkostatkáře. Po absolvování odborných zemědělských škol a praxi, kterou absolvoval na českých panstvích knížete Schwarzenberga a moravsko-slezských statcích arcivévody Albrechta, se roku 1869 ujal řízení otcova velkostatku v Rosenau a záhy proslul jako vynikající hospodář. Byl také velkorysým mecenášem: financoval zřízení cca 200 hasičských sborů, založil 25 lidových knihoven, věnoval cvičební nářadí k posílení selské mládeže a podporoval chudé a nemocné.
Přelom v jeho životě přinesl rok 1866 a porážka Rakouska v bitvě u Hradce Králové. Podobně jako mnozí další němečtí Rakušané vnímal i Schönerer vytlačení své země z německého prostoru jako potupu a odmítal je přijmout jako něco definitivního. Jeho představy však byly nejen v ostrém rozporu s oficiální linií podunajské monarchie, ale zaváněly dokonce vlastizradou. Patřil totiž k nikoli nepočetné skupině těch, kteří považovali sjednocení všech Němců připojením německých částí Rakouska k Německé říši (či lépe k Prusku) za něco zcela přirozeného. Schönerer se v této době navíc stal horlivým obdivovatelem pruského ministerského předsedy Otty von Bismarck.

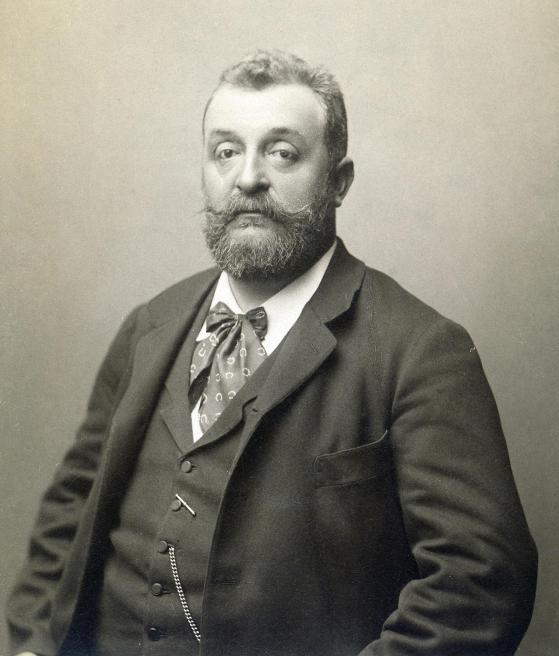
Georg rytíř von Schönerer

Schönerer-politik prošel zajímavým vývojem, na jehož počátku antisemitismus rozhodně nestál. Mezi jeho blízké spolupracovníky původně patřili i Židé a židovští konvertité, jako pozdější sociálnědemokratický předák Victor Adler a historik a novinář Heinrich Friedjung, kteří se podíleli na vypracování stranického kodexu, Lineckého programu z roku 1882. Ten požadoval sociální reformu zahrnující starobní a úrazové pojištění, omezení práce žen a dětí, demokratizaci a svobodu tisku a shromažďování. Jedním z hlavních cílů zároveň ale byla zásadní přeměna monarchie a zajištění vůdčí role Němců ve státě. Uhersko mělo být prakticky samostatné, s Předlitavskem spojené pouze personální unií. Korunní země s největším podílem neněmeckého obyvatelstva (Halič a Bukovina) měly být ze svazku vyčleněny, Dalmácie, Bosna a Hercegovina připojeny k Uhrám, kde měly později vytvořit spolu s Chorvatskem zárodečné jádro jihoslovanské říše. Německé nacionalisty Adlera s Friedjungem nakonec vyhnal ze Schönererovy strany dodatečně zavedený „arijský“ paragraf z roku 1885. Oba byli sice pokřtění, ale měli židovské rodiče.
Schönerer roku 1884 vystoupil proti nejbohatšímu Židovi monarchie, baronu Rothschildovi, hlavnímu akcionáři Severní dráhy císaře Ferdinanda, jehož rodina dříve úzce spolupracovala s jeho otcem Mathiasem. V Říšské radě navrhl smlouvu s Rothschildem zrušit a vysoce výnosnou železnici zestátnit. Plán sice zcela nevyšel, ale akce přesto slavila úspěch. Rothschild totiž musel městu Vídni zaplatit za prodloužení smlouvy mnohem více, než se předpokládalo.
Nejvýraznější triumfy Schönerer zažil v osmdesátých letech a to díky rozsáhlé kampani proti liberálnímu vídeňskému tisku, jehož zástupci se s ním zprvu pokoušeli polemizovat nebo jej zesměšňovat, později však přešli k důstojnému mlčení. Schönerer jim předhazoval, že slouží židovskému kapitálu, klamou německý národ a všude zastupují pouze zájmy „židovstva“. Protože valná část redaktorů byla židovského původu, což bylo obecně známo, měla kritika značný ohlas. Boj Všeněmců proti „židovskému tisku“ vyvrcholil v březnu 1888, když Schönerer a jeho druzi násilím vnikli do redakce Neues Wiener Tagblatt a  surově zbili redaktory holemi. Důvodem byla předčasná zpráva o smrti jedenadevadesátiletého císaře Viléma I. vydaná novinami o několik hodin dříve.
Tentokrát však následovalo exemplární potrestání. Rytíř Schönerer byl postaven před soud a za veřejné násilí odsouzen ke čtyřem měsícům těžkého žaláře, ztrátě politických práv na pět let a odejmutí šlechtického titulu. Přišel také o svůj mandát v Říšské radě. Pobyt ve vězení a následný trest, vynucená politická absence. vedly spolu s nadměrnou konzumací alkoholu k oslabení Schönererovy strany, která byla na konci 80. let vytlačena ze svých pozic dvěma novými politickými subjekty: sociální demokracií Victora Adlera a křesťanskými sociály Karla Luegera.
Georg von Schönerer se roku 1878 oženil s Philippine šlechtičnou von Gschmeidler (1848–1918), se kterou měl syna Georga a tři dcery. Za první světové války sloužil Georg mladší v c. a k. armádě. Protože na něj ale otec, který byl v této době již vážně nemocný, přenesl správu panství Rosenau, byl demobilizován a odjel do Vídně, aby se mohl ujmout majetku. Po příjezdu do císařské metropole se však nakazil španělskou chřipkou a ještě před rozpadem Rakousko-Uherska zemřel. Stejné nemoci podlehla i jeho matka. Smrtí Georga staršího roku 1921 tak rod vymřel po meči.

## Rodový erb

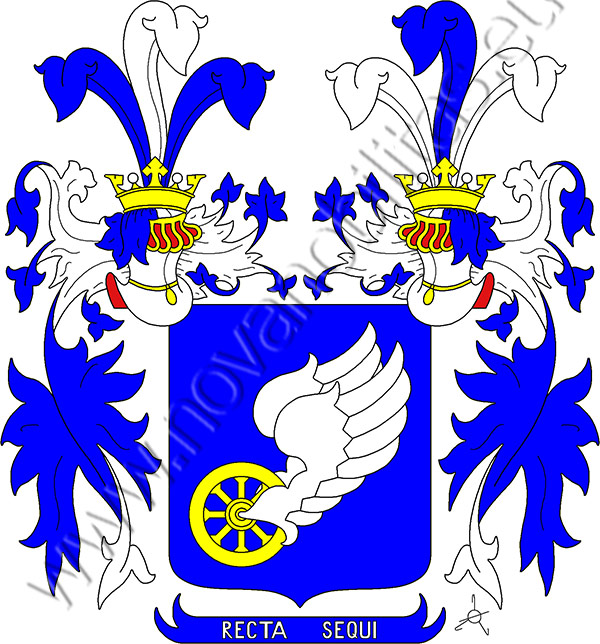

V modrém štítě zlaté, stříbrně okřídlené kolo. Na štítě stojí dvě korunované turnajské přílby s modro-stříbrnými přikrývadly. Klenotem jsou na každé přílbě tři pera, vpravo stříbrné mezi modrými, vlevo modré mezi stříbrnými. Pod štítem je modrá páska se stříbrným heslem “recta sequi”.